# Leakey (Mondkrater)
Leakey ist ein Einschlagkrater auf der Mondvorderseite westlich des Mare Fecunditatis, nordöstlich des Kraters Capella und nordwestlich von Gutenberg.
Der kleine Krater ist wenig erodiert und weist im Inneren Spuren einer konzentrischen Rutschung auf.
Der Krater wurde 1976 von der IAU nach dem britischen Paläoanthropologen Louis Leakey offiziell benannt.